# MQ–9 Reaper
Az MQ–9 Reaper (más néven Predator B) a General Atomics Aeronautical Systems által fejlesztett pilóta nélküli repülőgép. Alkalmas célmegfigyelő, felderítő és közvetlen légi támogató feladatokra.
Az MQ–9-es egy nagyobb, nehezebb és sokoldalúbb eszköz lett, mint elődje, az MQ–1 Predator. Jelentős előnye, hogy ugyanazzal a földi telepítésű irányító rendszerrel működtethető, mint a Predator, így nem volt szükség újat fejleszteni a típushoz, ezáltal az irányító személyzet átképzése is egyszerűvé vált.

## Jellemzői
A Reapert egy 950 lóerős (712 kW) légcsavaros gázturbinás hajtóművel szerelték fel, mely sokkal erősebb az elődmodell 115 lóerős (86 kW) dugattyús motorjánál. Ez a megnövekedett teljesítmény 15-ször nagyobb bombateher szállítását és közel háromszor nagyobb utazósebességet tesz lehetővé a korábbi modellhez képest. A gép szárnyfesztávolsága 20 m. A maximális felszálló tömege 5300 kg, ebből 1700 kg a szállítható hasznos teher. Ez biztosítja az eszköz sokoldalú felfegyverezhetőségét. Fegyverzete magában foglalhat többek között Hellfire rakétákat és GBU–12 vagy GBU–38 légibombákat. Akár 30 órát is képes levegőben tölteni, de teljes bombateher esetén ez az idő 23 órára csökken. Hatótávolsága 1850 km, működési magassága pedig eléri az 50 000 lábat (15 000 m).
A szárnyfesztávolság 26 m-re növelhető, ezzel 42 órára növelve a repülési dőt.